# Sekundære kønskarakterer
Sekundære kønskarakterer er træk, der vises i puberteten hos mennesker og seksuel modenhed i andre dyr, som skelner de to køn fra hinanden i en given art, men der ikke er direkte en del af det reproduktive system. De menes at være et produkt af seksuel selektion for egenskaber, som giver en person en fordel frem for sine konkurrenter i kurmageri og aggressive interaktioner. De adskiller sig fra de primære kønskarakterer – kønsorganerne – som er direkte nødvendige for reproduktion.
Kendte sekundære kønskarakterer omfatter den mandlige løves manke og mandlige påfugles lange fjer. Andre tydelige eksempler omfatter stødtænder hos mandlige narhvaler, forstørrede proboscis i mandlige søelefanter og næseaber, og horn i mange geder og antiloper. Mandlige fugle og fisk af mange arter har lysere farve eller andre eksterne ornamenter. Forskelle i størrelse mellem kønnene betragtes også som sekundære kønskarakterer. Hos mennesker omfatter synlige sekundære kønskarakterer forstørrede bryster for kvinder og ansigtshår og adamsæblet på mænd.

## Evolutionære rødder
Charles Darwin hypoteserede, at seksuel selektion, eller konkurrencen indenfor en art for for at finde en mage, kan forklare observerede forskelle mellem kønnene i mange arter. Biologer skelner i dag typisk imellem "han til han kamp" fra "magevalg", som der som regel refererer til det kvindelige valg af mandlig mage. Seksuelle karakteristika som følge af kamp er karakteristika såsom gevirer, horn, og større kropstørrelse. Egenskaber, der skyldes et mage valg, omtales oftest som ornamenter, omfatter lysere fjerdragt, farvning, og andre funktioner, der ikke umiddelbart har et formål for overlevelse eller kampevne.
Ornamenter kan måske opstå på grund af nogle vilkårlige kvindelig præference, der oprindeligt forstærkes ved tilfældig genetisk drift, til sidst blev forstærket af selektion for mænd med den rette udsmykning. En alternativ hypotese er, at nogle af de gener, der gør at mænd udvikler imponerende ornamenter eller kampevne kan korreleres med andre former for tilpasning, såsom sygdomsresistens eller en mere effektiv metabolisme.

## Hos mennesker
Seksuel differentiering begynder allerede under gravideteten, hvor kønskirtlerne dannes. Generel habitus og form af krop og ansigt, samt niveau af kønshormoner, er det samme hos drenge og piger før pubperteten. Som puberteten skrider frem, og niveauet af kønshormoner stiger, vises forskelle, selvom pubertet forårsager nogle lignende forandringer i mandlige og kvindelige organer.

### Mænd
Hos mænd, øger testosteron direkte størrelse og massen af muskler, stemmebånd og knogler, fordyber stemmen og ændre formen af ansigtet og skelettet. Forøgelsen i højden er for det meste et resultat af den sidste del af puberteten.
- Vækst af kropsbehåring, herunder underarm, mave, bryst hår og kønsbehåring. Tab af hår i hovedbunden på grund af androgen alopeci kan også forekomme.
- Større masse af lårmusklerne på forsiden af lårbenene, snarere end bag det som er typisk hos voksne kvinder
- Vækst af ansigtshår
- Udvidelse af larynx (adamsæble) og dybere stemme[3]
- Øget statur; voksne mænd er højere end voksne kvinder i gennemsnit
- Tungere kranium og knogler
- Øget muskelmasse og styrke
- Større hænder, fødder og næse end kvinder
- Større kropstørrelse
- Mere firkantet ansigt
- Tyndere talje, men bredere end hos kvinder
- Udvidelse af skuldre og bryst; bredere skuldre end hofter[4]
- Øget sekreter af olie- og svedkirtler, der ofte forårsager acne og kropslugt[3]
- Grovere eller forøget stivhed af hudens struktur på grund af mindre fedt
- Højere talje-til-hofte ratio end præpuberteten eller voksne hunner eller præpuberteten mænd i gennemsnit
- Lavere kropsfedt procentdel end præpuberteten eller voksne hunner eller præpuberteten mænd i gennemsnit
- Udvidelse (vækst) af penis

### Kvinder
Hos kvinder, er bryster en manifestation af højere niveauer af østrogen; østrogen udvider også bækkenet og øger mængden af kropsfedt i hofter, lår, balder og bryster. Østrogen forårsager også væksten af uterus, og begyndelsen af menstruation.
- Større bryster[4]
- Vækst af kropsbehåring, mest fremtrædende under armene og kønsbehåring
- Større udvikling af lårmusklerne bag femur, snarere end foran
- Udvidelse af hofter;[5] lavere talje hofte ratio end voksne hanner
- Mindre hænder og fødder end mænd
- Rundere ansigt
- Mindre talje end mænd
- Overarme cirka 2 cm længere i gennemsnit, for en bestemt højde[6]
- Ændret fordeling i vægt og fedt; flere fedtdepoter, primært omkring balder, lår og hofter
- Labia minora, de indre kønslæber, kan vokse mere fremtrædende og undergår ændringer i farve.[7]